# Umay
Umay, auch in der Schreibweise Umai bekannt: (alttürkisch: 𐰆𐰢𐰖, kasachisch: Ұмай ана Ūmai ana, russisch: Ума́й oder Ымай, türkisch: Umay Ana), ist eine aus der türkischen Mythologie und dem Tengrismus bekannte Göttin der Fruchtbarkeit. Umay ähnelt in diesem Sinne einer Erd-Mutter-Göttin (vgl. z. B. auch Gaia), wie sie sich auch in anderen Weltreligionen findet.

## Wortherkunft
Im mongolischen bedeutet Umai Uterus, wobei die Mutter die Erde symbolisiert. Die türkische Wurzel umāy hingegen bezeichnete ursprünglich die Placenta bzw. den Mutterkuchen und bezog sich in einem übertragenen Sinne auf eine Gottheit, deren Funktion der Schutz der Frauen, Mütter und Kinder ist.
Möglicherweise findet hierin die – auch etymologisch nachvollziehbare – Sinnverwandtschaft beider Begriffe ihren Ausdruck, da auch die Bezeichnungen für Mutter in beiden Ursprungssprachen (mongolisch eje oder eej; alttürkisch eçe) Ähnlichkeiten aufweisen. Umay ist auch ein in der türkischen Sprache gebräuchlicher weiblicher Vorname.

## Göttin der Kinder
Der Name Umay taucht vermutlich erstmals in der aus dem 8. Jahrhundert stammenden Kül-Tigin-Inschrift auf, die eines der ersten schriftlichen literarischen Werke der Türken darstellt: 
Umay teg ögüm katun kutıŋa. | Unter der Schirmherrschaft meiner Mutter, die wie die Göttin Umay ist.
Umay ist die Beschützerin der Frauen und Kinder. Der älteste Beweis hierfür wird in den Orchon-Runen gesehen, die darauf schließen lassen, dass Umay als Mutter und Führerin betrachtet und anerkannt wurde, auch mit weltlicher Symbolkraft: Auch die Frauen der Köktürkischen Herrscher galten als Umay und so wurde mit Umays Hilfe die Zukunft des Reiches gesichert.